# Vesna v Moskve
Vesna v Moskve (Весна в Москве) è un film del 1953 diretto da Nadežda Nikolaevna Koševerova e Iosif Efimovič Chejfic.